# 9815 Mariakirch
9815 Mariakirch è un asteroide della fascia principale. Scoperto nel 1960, presenta un'orbita caratterizzata da un semiasse maggiore pari a 2,8086846 UA e da un'eccentricità di 0,0709619, inclinata di 4,84949° rispetto all'eclittica.